# Nervo ilioinguinal

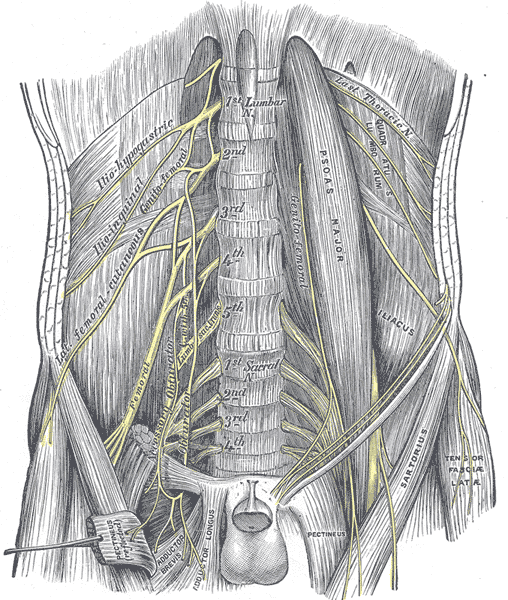
Ramificações nervosas com origem no plexo lombar, incluindo o nervo ilioinguinal

O nervo ilioinguinal é um nervo que inerva o abdómen e a região genital. Tem início no plexo lombar e é constituído por dois ramos – um ramo abdominal que inerva a pele e músculos do abdómen, e um ramo genital, que inerva a pele do púbis, escroto e grandes lábios.